# Amsinckia mandonii
Amsinckia mandonii là loài thực vật có hoa trong họ Mồ hôi. Loài này được (Ball) Brand mô tả khoa học đầu tiên năm 1931.